# Robert Scheidt
Robert Scheidt (nacido en São Paulo el 15 de abril de 1973) es un regatista brasileño. Ha ganado dos medallas de oro, dos medallas de plata y una de bronce en cinco Juegos Olímpicos. Es uno de los regatistas de mayor éxito en Juegos Olímpicos y uno de los deportistas olímpicos brasileños de mayor éxito.

## Trayectoria
Comenzó a navegar en la clase Optimist en la escuela de vela del Esporte Clube Banespa y quedó subcampeón brasileño y campeón sudamericano infantil en esa clase en 1986.
Debido a su peso y su tamaño, cambió la clase Optimist por la clase Snipe para continuar su formación, clasificándose segundo en el Campeonato Brasileño Juvenil de Snipe de 1989 y ganando los campeonatos de 1990, 1991 y 1992. En 1990 comenzó a alternar el Snipe con el Laser y también ganó el Campeonato Brasileño Juvenil de Laser en 1990, 1991 y 1992, pero en Laser se alzó en 1991 con el título mundial juvenil y en 1992 también con el Campeonato Brasileño absoluto, además del juvenil, lo que le hizo centrarse en la clase Laser a partir de 1993. En esta clase ganó 9 campeonatos del mundo (1995, 1996, 1997, 2000, 2001, 2002, 2004, 2005 y 2013).
| Predecesor: Torben Grael Atenas 2004 | Abanderado de Brasil en los JJ. OO. de verano Beijing 2008 | Sucesor: Rodrigo Pessoa Londres 2012 |